# ハンザ・ブランデンブルク W.29
ハンザ・ブランデンブルク W.29
霞ヶ浦空所属のハンザ式水偵
- 用途：戦闘機・偵察機
- 分類：水上機
- 設計者：エルンスト・ハインケル
- 製造者：ハンザ・ブランデンブルク
中島飛行機
愛知航空機
- 運用者：ドイツ海軍
フィンランド空軍
大日本帝国海軍
- 初飛行：1918年
- 生産開始：1918年
- 運用開始：1918年
- 運用状況：退役済

W.29は、ドイツ帝国のハンザ・ブランデンブルク（Hansa und Brandenburgische Flugzeug-Werke）が開発した、単発低翼単葉複座の水上戦闘偵察機である。

## 開発
1918年初頭にハンブルクで活動していたエルンスト・ハインケルに、当時のエース・パイロットのフリードリッヒ・クリスチャンセン（Friedrich Christiansen）中尉から、大成功を収めたハンザ・ブランデンブルク W.12の性能向上を求められ、それに応えたものである。中尉と別れた後に立ち寄ったバーのメニューの裏に書いたスケッチから生まれたといわれている。開発は異例のスピードで進み、同年4月には部隊への引渡しが始まっている。

## 設計
第一次世界大戦の機体としては珍しい単葉機で、波の干渉を防ぐために胴体後部は上方に反りあがる特徴的な形状をしていた。尾翼は、上方に水平尾翼が、その下方に垂直尾翼があり、垂直安定板は有しておらず、楔形の後部胴体が垂直安定板の代わりとなっていたのは、他のハンザ・ブランデンブルク製の機体と同様である。
水上機ながらスマートで抵抗の少ない機体によって、快速を発揮し、運動性も良かった。ただし水上での安定性が悪く、特に水上滑走中に追い風を受けると前向きに転覆する癖があった。

## 運用
沿岸防衛の戦闘機としてドイツ海軍に配備された。第一次世界大戦終盤の北海沿岸で、英空軍のフェリックストウ F.5飛行艇等との激しい制空権争いを行い、制空権確保に大きく寄与した。また発動機をアウストロ・ダイムラー製に換装したオーストリア向けの機体のほか、デンマーク王立海軍工廠ではライセンス生産もなされた。

### 日本での運用
大戦後の1922年（大正11年）に、ドイツからの戦利品として多くの航空機が舶着した。その内、陸軍機は所沢へ移送され、水上機・飛行艇は築地海軍工廠で一般公開されたが、最新鋭機であったハンザ・ブランデンブルク W.29のみ横須賀海軍工廠に送られ、大日本帝国海軍による詳細な調査が行なわれた。調査の結果、日本での使用に問題無しとされ、制式採用を待たずに横廠ロ号甲型に替わる水上偵察機として製造が決定し、ハンザ式水上偵察機として同年12月から愛知航空機と中島飛行機での生産が始まった。但し、発動機はベンツ水冷直列6気筒から三菱製のイスパノ・スイザ水冷V型8気筒へ変更されている。フェリックストウ F.5とハンザ・ブランデンブルク W.29を配備したことにより、大日本帝国海軍は北海で戦った最優秀水上機の両方を手にしたことになる。1925年（大正14年）7月15日に制式採用され、同年までに約300機前後が生産された。海軍では一五式水上偵察機が採用される昭和初期まで長らく運用され、退役後は多数が民間に払い下げられ、1938年（昭和13年）頃まで魚群探知や遊覧飛行、旅客輸送に使用されていた。

## 性能諸元
- 全長：9.29 m
- 全幅：13.57 m
- 全高：3.38 m
- 翼面積：31.3 m2
- 空虚重量：1,000 kg
- 自重：1,470 kg
- 全備重量：2,100 kg
- 翼面荷重：67.1 kg/m2
- 発動機：ベンツ Bz III 液冷直列6気筒エンジン ×1
- 出力：150 馬力
- 最高速度：168 km/h
- 飛行継続時間：4 時間
- 実用飛行上限高度：4,500 m
- 乗員：2 名
- 武装：lMG 08/15 シュパンダウ 7.92 mm機銃 ×1 又は ×2(前方固定) 及び lMG14パラベラム7.92 mm機銃 ×1(後方旋回)